# My Demon
My Demon (마이 데몬?, Ma-i demonLR) è una serie televisiva sudcoreana trasmessa su SBS TV dal 4 novembre 2023 al 20 gennaio 2024. Internazionalmente è distribuita da Netflix.

## Trama
Do Do-hee, arrogante e cinica ereditiera del Future Group, sigla un contratto di matrimonio con il demone pluricentenario Jeong Gu-won dopo avergli accidentalmente rubato i poteri, fatto che provocherà l'estinzione di Gu-won se non la proteggerà.

## Personaggi e interpreti
- Do Do-hee, interpretata da Kim Yoo-jung
- Jeon Gu-won, interpretato da Song Kang
- Joo Seok-hoon, interpretato da Lee Sang-yi
- Joo Cheon-sook, interpretata da Kim Hae-sook

## Riconoscimenti
- SBS Drama Award
  - 2023 – Premio all'alta eccellenza, attore in una miniserie romantica/commedia a Song Kang
  - 2023 – Premio all'alta eccellenza, attrice in una miniserie romantica/commedia a Kim Yoo-jung
  - 2023 – Miglior coppia a Song Kang e Kim Yoo-jung
  - 2023 – Miglior attrice di supporto in una miniserie romantica/commedia a Seo Jeong-yeon
  - 2023 – Miglior attore di supporto in una miniserie romantica/commedia a Jung Soo-won
  - 2023 – Candidatura Miglior attrice di supporto in una miniserie romantica/commedia a Lee Yoon-ji
  - 2023 – Candidatura Miglior attore di supporto in una miniserie romantica/commedia a Heo Jung-do
  - 2023 – Candidatura Scene Stealer a Kim Cheol-jin
  - 2023 – Candidatura Premio all'eccellenza, attore in una miniserie romantica/commedia a Kim Tae-hoon